# Alexandra Höglund
Alexandra Höglund (* 18. September 1990 in Gimo) ist eine schwedische Fußballspielerin, die seit 2009 beim schwedischen Verein Djurgården Damfotboll unter Vertrag steht.

## Karriere
Höglund spielte bis 2008 für den schwedischen Erstligisten Bälinge IF, für den sie in ihrer letzten Spielzeit elfmal zum Einsatz kam und einen Treffer erzielte. Nach dem Abstieg Bälinges wechselte sie zum Ligakonkurrenten Djurgården Damfotboll, für den sie bis 2012 in 60 Erstligapartien zum Einsatz kam und zweimal traf. Höglund blieb Djurgården auch nach dem Abstieg in die neugeschaffene zweitklassige Elitettan treu. Der umgehende Wiederaufstieg wurde in der Saison 2013 mit dem neunten Tabellenplatz klar verpasst, allerdings sicherte sich Höglund mit 16 Saisontoren den Titel als beste Torschützin des Wettbewerbs.

## Erfolge
- 2013: Torschützenkönigin der Elitettan (16 Tore in 26 Spielen)